# Åke Thelning
Åke Thelning   (Södra Härene, 24 d'octubre de 1892 - Särö, 16 de febrer de 1979) va ser un genet i militar suec que va competir durant la 1920.
El 1924 va prendre part en els Jocs Olímpics de París, on va disputar dues proves del programa d'hípica. En el concurs de salts d'obstacles per equips, formant equip amb Axel Ståhle i Åge Lundström, guanyà la medalla d'or, mentre en el concurs de salts d'obstacles individual fou sisè. En ambdues proves muntà el cavall Loke.